# Ravi Coltrane
Pour les articles homonymes, voir Coltrane.
Ravi Coltrane, né le 6 août 1965 à Long Island (New York), est un saxophoniste (ténor et soprano) jazz américain.

## Biographie

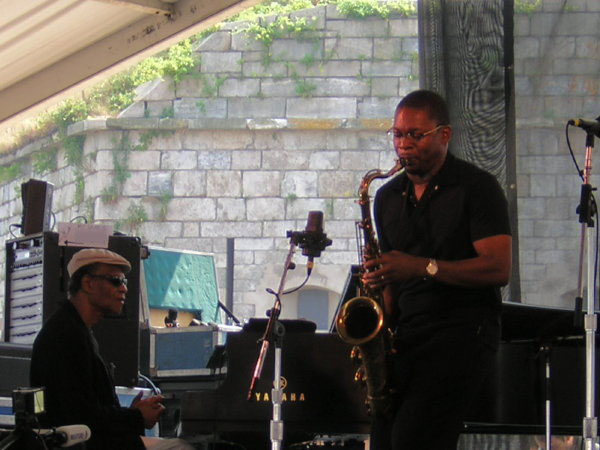
McCoy Tyner et Ravi Coltrane au Newport Jazz Festival à Newport (Rhode Island) en 2005.

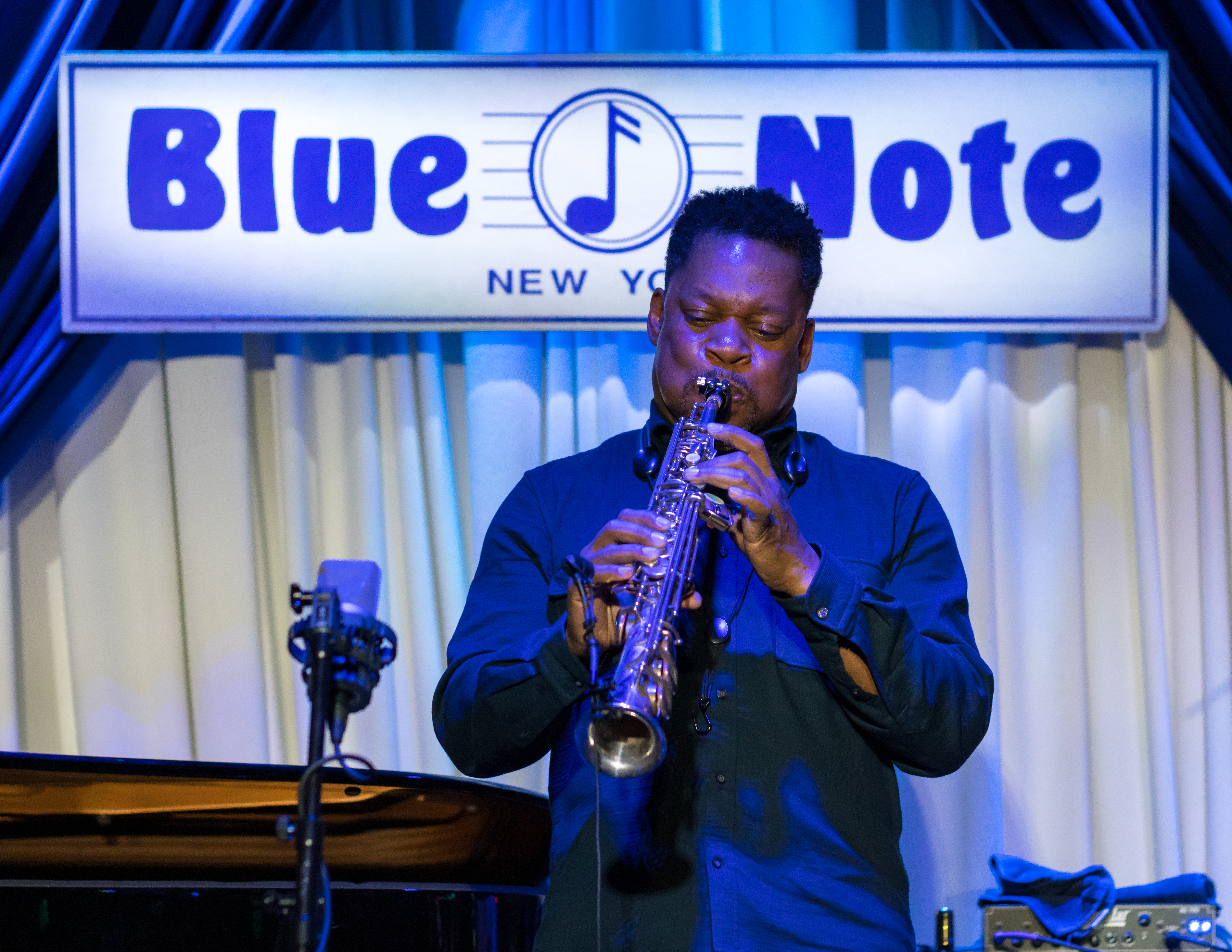
Ravi Coltrane au Blue Note de New York en 2023.

Ravi Coltrane est le second fils de John Coltrane et Alice Coltrane. Son prénom lui a été donné en l'honneur du virtuose du sitar Ravi Shankar que son père admirait et avec qui il avait eu l'occasion de collaborer. Il est élevé à Los Angeles, Californie, où il débute la musique en apprenant la clarinette. Dès son plus jeune âge, il écoute beaucoup de musiques différentes. Sa mère joue du piano et de l'orgue à la maison, principalement les œuvres de son père et de la musique classique, et les emmène à ses concerts et enregistrements. Il aime écouter du funk, du rhythm and blues ou de la soul (James Brown, Sly Stone, Stevie Wonder, Motown, etc.]. Plus tard, il écoutera Prince, les Beatles et commencera à écouter de la musique plus symphonique (Stravinsky, Dvorak, etc.) et beaucoup de musique de films. Il a toujours écouté et apprécié le jazz, mais c'est à la fin de son adolescence que celui-ci devient important dans sa vie. En 1982, son frère, John Jr., décède dans un accident de voiture. Ravi abandonnera alors la musique jusqu'en 1986 où il entre au California Institute of the Arts pour suivre des études de musique ou il se concentrera sur le saxophone.
En 1991, l'ancien batteur de John Coltrane, Elvin Jones, voyant le potentiel de Ravi l'engage pour jouer avec son groupe. À la suite de cette collaboration, il jouera avec de nombreux artistes parmi les plus célèbres, McCoy Tyner, Pharoah Sanders, Carlos Santana, Wayne Shorter, Herbie Hancock, Chick Corea, John McLaughlin, Michael Brecker, George Duke, Stanley Clarke, Jeff "Tain" Watts, Branford Marsalis, Mark Turner, Jacky Terrasson, Jack DeJohnette, Rashied Ali, Wallace Roney, Antoine Roney, Geri Allen, Kenny Barron, Cindy Blackman, Joe Lovano, Joanne Brackeen, Gerry Gibbs, Graham Haynes et Steve Coleman qui l'influencera énormément. Durant les années 1990, il tournera avec celui-ci et apparaitra sur plusieurs de ses albums.
Son premier album en tant que leader, Moving Pictures, sort en 1997 sur le label RCA Records. En 1999, il se marie avec Kathleen Hennessy et son fils William nait. Un an plus tard, en 2000, il sort son second album, From the round box, qui est très bien accueilli par la critique. En 2002, alors que l'idée germe en lui depuis 1999, il lance le label indépendant RKM Music (Ravi Coltrane, Kathleen Hennessy, Michael McGinnis). Il est convaincu que les enregistrements de jazz et de musique improvisée ne peuvent se faire correctement qu'en laissant une totale liberté aux artistes et donc sans la pression qu'exerce les majors pour des raisons de rentabilité. Cette même année, Ravi sort son 3e album, Mad 6, chez Columbia Records., et produit également Legacy, un coffret de 4 CD consacré au travail de son père. En 2004, Ravi réalise un de ses rêves en produisant un album de sa mère, Alice Coltrane, qu'il a réussi à convaincre de retourner en studio alors qu'elle n'avait pas enregistré depuis 26 ans. L'album s'appelle Translinear Light et sort chez Impulse!. En 2005, il sort son 4e album, In Flux, chez Savoy Jazz qui est une nouvelle fois très bien accueilli par la critique. Son 5e album, Blending Times, sort chez Savoy Jazz en 2009.
http://www.allaboutjazz.com/reviews/r0403_132.htm

## Discographie

### En tant que leader ou coleader
- 1992  : Sax Storm (Evidence Music), avec Grand Central
- 1993: The Chase (Evidence Music), avec Grand Central
- 1995: Tenor Enclave: A Tribute to Hank Mobley (Evidence Music), avec Grand Central
- 1998 : Moving Pictures (RCA Records)
- 2000 : From the Round Box (RCA Records)
- 2002 : Mad 6 (Sony Music)
- 2005 : In Flux (Savoy Jazz)
- 2008 : Seraphic Light (Telarc), avec Saxophone Summit
- 2009 : Mosaic: A Celebration of Blue Note Records (Blue Note), avec The Blue Note 7
- 2009 : Blending Times (Savoy Jazz)

### En tant que sideman

#### Avec The Elvin Jones Jazz Machine
- 1992 : The Elvin Jones Jazz Machine in Europe (Enja)
- 1993 : Going Home (Enja)

#### Avec David Murray & Friends
- 1992 : MX (Red Baron)

#### Avec Ryan Kisor
- 1992 : Minor Mutiny (Sony Music)

#### Avec Wallace Roney
- 1993 : Munchin' (Muse Records)
- 1994 : Misterios (Warner Bros Records)
- 1999 : No Job Too Big Or Small (Savoy Jazz)

#### Avec Steve Coleman
- 1994 : Steve Coleman & Metrics, A tale of 3 cities, the EP (BMG)
- 1995 : Steve Coleman And Five Elements, Def Trance Beat (Modalities Of Rhythm) (BMG)
- 1996 : Steve Coleman & The Mystic Rhythm Society, The Sign And The Seal (BMG)
- 1998 : Steve Coleman And Five Elements, Genesis & the opening of the way (BMG)
- 1999 : Steve Coleman And Five Elements, The Sonic Language Of Myth (RCA Records))
- 2004 : Steve Coleman And Five Elements, Lucidarium (Label Bleu)

#### Avec Art Davis
- 1996 : A Time Remembered (Jazz Planet)

#### Avec Billy Childs
- 1996 : The Child Within (Shanachie)

#### Avec Bheki Mseleku
- 1996 : Beauty of the Sunrise (Polygram))

#### Avec Yosuke Yamashita
- 1996 : Canvas in Vigor (Universal Records)
- 1997 : Wind of the Age(Verve Records)

#### Avec Gerry Gibbs
- 1996 : The Thrasher (Warner Bros Records)

#### Avec Cindy Blackman
- 1998 : In The Now (HighNote Records)

#### Avec David Gilmore
- 2001 : Ritualism (The Orchard)

#### Avec Andrei Kondakov
- 2002 : Kind Of Optimistic (Boheme Music)

#### Avec Jeff "Tain" Watts
- 2002 : Bar Talk (Columbia Records)

#### Avec Scott Coley
- 2002 : Initial Wisdom (Palmetto)

#### Avec Alice Coltrane
- 2004 : Translinear Light (Verve Records)

#### Avec Luis Perdomo
- 2005 : Focus Point (RKM Music)

#### Compilations
- 2003 : Bird Up - The Charlie Parker Remix Project (Savoy Jazz)
- 2005 : Impulsive! Revolutionary Jazz Reworked (Verve Records)